# Onyx perfectus
Onyx perfectus är en rundmaskart som beskrevs av Nathan Augustus Cobb 1891. Onyx perfectus ingår i släktet Onyx och familjen Desmodoridae. Inga underarter finns listade i Catalogue of Life.